# Раздольненский сельсовет (Новосибирская область)
Раздольненский сельсовет — сельское поселение в Новосибирском районе Новосибирской области Российской Федерации.
Административный центр — село Раздольное.

## История
Статус и границы сельского поселения установлены Законом Новосибирской области от 2 июня 2004 года № 200-ОЗ «О статусе и границах муниципальных образований Новосибирской области»

## Население
| 2002  | 2010  | 2012  | 2013  | 2014  | 2015  | 2016  |
| ----- | ----- | ----- | ----- | ----- | ----- | ----- |
| 3373  | ↗5455 | ↗5484 | ↘5350 | ↘5317 | ↗5354 | ↗5428 |
| 2017  | 2018  | 2019  | 2020  | 2021  |       |       |
| ↗5468 | ↗5484 | ↗5534 | ↗5756 | ↘4897 |       |       |

## Состав сельского поселения
| № | Населённый пункт | Тип населённого пункта       | Население |
| - | ---------------- | ---------------------------- | --------- |
| 1 | Гусиный Брод     | село                         | ↘571      |
| 2 | Комаровка        | посёлок                      | ↘23       |
| 3 | Мостовая         | деревня                      | ↘0        |
| 4 | Раздольное       | село, административный центр | ↘4220     |